# Copa do Nordeste de Futebol Sub-20 de 2019
A Copa do Nordeste de Futebol Sub-20 de 2019 foi a décima edição desta competição futebolística organizada pela Confederação Brasileira de Futebol (CBF). Ela foi disputada por dezoito equipes entre os dias 13 de outubro e 29 de novembro.
Ceará, CSP, Sport e Vitória foram os semifinalistas. Ceará e Vitória prosseguiram e protagonizaram a decisão da competição, a qual o clube baiano saiu vitorioso.

## Participantes e regulamento
As agremiações foram divididas em quatro grupos, pelos quais os integrantes disputaram jogos de ida e volta contra os adversários do próprio chaveamento. No término, o primeiro colocado de cada grupo se classificaram para as semifinais que foram realizadas em jogo único em Aracaju. Os 18 participantes desta edição foram:
| Federação           | Participantes    |
| ------------------- | ---------------- |
| Alagoas             | ASA              |
| Alagoas             | CRB              |
| Alagoas             | CSA              |
| Bahia               | Bahia            |
| Bahia               | Vitória          |
| Ceará               | Ceará            |
| Ceará               | Fortaleza        |
| Ceará               | Horizonte        |
| Maranhão            | Marília          |
| Paraíba             | Botafogo-PB      |
| Paraíba             | CSP              |
| Pernambuco          | Porto-PE         |
| Pernambuco          | Santa Cruz       |
| Pernambuco          | Sport            |
| Piauí               | River-PI         |
| Rio Grande do Norte | ABC              |
| Rio Grande do Norte | América de Natal |
| Sergipe             | Confiança        |

## Resultados

### Fase preliminar
| Equipe 1    | Resultado    | Equipe 2 |
| ----------- | ------------ | -------- |
| Botafogo-PB | 4–1          | ASA      |
| Fortaleza   | 1–1 (6–5 p.) | ABC      |

- Em itálico, os clubes que possuem o mando de jogo no confronto. Em negrito, os vencedores.
- Fonte: Confederação Brasileira de Futebol

### Primeira fase

#### Grupo A
- Fonte: Confederação Brasileira de Futebol

#### Grupo B
- Fonte: Confederação Brasileira de Futebol

#### Grupo C
- Horizonte e Sport empataram no número de pontos. O posicionamento final foi determinado pelos critérios de desempate, o saldo de gols.
- Fonte: Confederação Brasileira de Futebol

#### Grupo D
- Fonte: Confederação Brasileira de Futebol

### Fases finais
|  | Semifinais   | Semifinais   | Semifinais |       |         | Final   | Final | Final |  |
|  |              |              |            |       |         |         |       |       |  |
|  | Vitória (p.) | Vitória (p.) | 1 (4)      |       |         |         |       |       |  |
|  | Vitória (p.) | Vitória (p.) | 1 (4)      |       |         |         |       |       |  |
|  | CSP          | CSP          | 1 (2)      |       |         |         |       |       |  |
|  | CSP          | CSP          | 1 (2)      |       | Vitória | Vitória | 2     |       |  |
|  |              |              |            |       | Vitória | Vitória | 2     |       |  |
|  |              |              | Ceará      | Ceará | 0       |         |       |       |  |
|  | Sport        | Sport        | Ceará      | Ceará | 0       | 0       |       |       |  |
|  | Sport        | Sport        |            |       |         |         |       |       |  |
|  | Ceará        | Ceará        | 1          |       |         |         |       |       |  |

- Fonte: Confederação Brasileira de Futebol